# 吳永洙
吳永洙（1944年10月19日—），本名吳世康（오세강），是南韓演員(但在北韓出世），1967年開始參與劇場演出。據其自述，目前參與製作超過200部作品，曾多次飾演佛僧。2021年，因在《魷魚遊戲》裡飾演001號玩家吳一男而为人熟知。2022年以《魷魚遊戲》榮獲第79屆金球獎電視類最佳男配角獎。
2022年11月，水原地方检察厅就吴永洙涉嫌在2017年中旬对一女性进行不当身体接触，以强行猥亵嫌疑对其进行起诉。

## 出演作品
電影
- 2003年: 《童僧》（동승）飾演 住持
- 2003年: 《春去春又來》飾演 老和尚

### 电视剧
- 1981年：MBC《第一共和国》饰演 军法务官
- 2009年：MBC《善德女王》飾演 月川大師
- 2021年：Netflix《魷魚遊戲》飾演 吳一男

## 獎項與提名
| 頒獎典禮                 | 日期          | 獎項                     | 作品         | 結果 | 參                |
| ------------------------ | ------------- | ------------------------ | ------------ | ---- | ----------------- |
| 金球獎                   | 2022年1月9日  | 最佳男配角－電視類       | 《魷魚遊戲》 | 獲獎 | [ 6 ]             |
| 韓國導演選擇獎           | 2022年2月24日 | 影集部門年度新進男演員獎 | 《魷魚遊戲》 | 提名 | [ 7 ]             |
| 美國演員工會獎           | 2022年2月27日 | 劇情類影集最佳整體演出   | 《魷魚遊戲》 | 提名 | [ 1 ] [ 8 ] [ 9 ] |
| 金賽電視獎               | 2022年8月11日 | 最佳劇情類男配角         | 《魷魚遊戲》 | 提名 | [ 10 ]            |
| 黃金時段艾美獎           | 2022年9月12日 | 劇情類影集最佳男配角     | 《魷魚遊戲》 | 提名 | [ 11 ] [ 12 ]     |
| APAN Star Awards         | 2022年9月29日 | OTT男子優秀演技獎        | 《魷魚遊戲》 | 提名 | [ 13 ]            |
| 線上電影與電視協會電視獎 | 2022年10月2日 | 劇情類影集最佳男配角     | 《魷魚遊戲》 | 提名 | [ 14 ]            |